# Høgni Lisberg

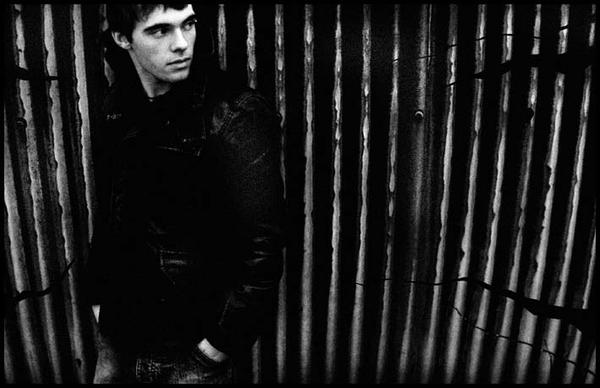
Høgni Lisberg (2005)

Høgni Lisberg (* 7. Juni 1982 in Tórshavn, Färöer, stammt aus Leirvík auf Eysturoy) ist ein färöischer Musiker, der als einer der talentiertesten jungen Liedermacher des Landes gilt. Als Høgni verfolgt er inzwischen seine eigene Solokarriere.

## Leben
Høgni wurde 1982 als Sohn von Sørin Lisberg aus Vágur und Hallbjørg Eliassen aus Leirvík geboren. Sein Vater ist der Sohn von Knút Lisberg, einem Cousin des Jens Oliver Lisberg (1896–1920) aus Fámjin, wo Høgnis Urgroßvater (und Jens Olivers Onkel) Johan í Smiðjuni lebte. Høgni wuchs zusammen mit seinen beiden jüngeren Schwestern in Leirvík auf, wo er bis zu seinem Umzug nach Kopenhagen 2004 wohnte.
Als Neunjähriger lernte er Schlagzeug in der lokalen Musikschule und spielte als Schlagzeuger in verschiedenen Blasorchestern, bis er 15 Jahre alt war. Dann fing er an, in verschiedenen Rock- und Popbands zu trommeln, wovon Clickhaze mit ihrer Frontfrau Eivør Pálsdóttir aus dem Nachbardorf Syðrugøta nicht nur 2001 den Prix Føroyar gewann, sondern auch auf dem Roskilde-Festival spielte und zu den bedeutendsten färöischen Rockgruppen bisher zählte. Høgni gehörte der Band von Anfang bis Ende an (1998–2003).
Neben dieser Karriere als Schlagzeuger lernte er bereits als Elfjähriger Gitarre. Hierbei half ihm sein Vater, der aber auch nicht mehr als drei Akkorde wusste, und später ein Gitarrenspieler, der in Leirvík als der Beste galt. Den Rest brachte er sich mehr oder weniger selbst bei. Als er 12/13 Jahre alt war, schrieb er selbst Lieder zur Gitarre, war aber von der Erfahrung, die eigene Stimme auf Tonband zu hören so schockiert, dass er es zunächst bleiben ließ. Erst mit 17 fing er wieder an und nahm sich nun vor, solange an den Songs zu arbeiten, bis sie für seine Ohren fertig sind, was ihm aber nicht gelang. Erst als Høgni Lisberg 20 war, kaufte er sich einen Festplattenrekorder, mit dem er seine Stimme kennenlernte und übte, bis er sie endlich selbst aushalten konnte. Das gab ihm den nötigen Schub, sich als Sänger zu vervollkommnen. Jetzt produzierte er seine ersten Lieder, die man als wirklich fertig bezeichnen kann.
Mit seinem Bandkameraden Jens L. Thomsen, dem Bassisten von Clickhaze, nahm er im Frühjahr 2003 ein Demo auf, und daraus erwuchs dann der Wunsch nach einer eigenen CD. Im Herbst 2003 nahm Jens Thomsen das Debüt-Album Most Beautiful Things von Høgni Lisberg im Stranda Bio (das leerstehende Kino im Dorf Strendur) auf. Gemixt wurde es in Peter Gabriels „Real Worl Studios“ und kam im Dezember des Jahres bei Kristian Blaks färöischem Label Tutl heraus. Alle Instrumente auf der CD spielte Høgni Lisberg selbst.
Seitdem konzentriert er sich auf seine Karriere als Liedermacher im Bereich des Popmusik und Folk Rock. Für seine Liveauftritte zieht er verschiedene Musiker heran. Besonders bekannt im deutschsprachigen Raum ist Høgni in der Schweiz aufgrund der „Färöer-Connection“ des Plattenladens Tonart in St. Gallen. Hier bekam er zum Beispiel einen großen Artikel in der SonntagsZeitung. Aber auch in Deutschland und den USA wurde er schon im Radio gespielt, während er in ganz Skandinavien zu den bekannteren Musikern seines Genres zählt.
Das zweite Soloalbum Morning Dew kam Ende 2005 heraus und wurde sofort ein Bestseller auf den Färöern. Es gewann den Planet Award 2006 der Zeitung Sosialurin als bestes Album der Färöer und wurde zeitweise auch in Belgien täglich im Radio gespielt. Zum 13. November 2006 kam das Album in Dänemark heraus, wo Høgni inzwischen seinen festen Wohnsitz hat. 2006 war auch das Jahr des Durchbruchs in Island mit Konzert-, Fernseh- und Radio-Auftritten.
Die Single-Auskopplung Learn To Ride On Waves belegte auf den Färöern Platz 3 in den Gesamtcharts des färöischen Radios Útvarp Føroya für 2006. Es war insgesamt 15 Wochen in den Charts, davon 5 Wochen lang auf Platz 1. Als einziger Künstler war Høgni Lisberg mit einem weiteren Titel unter den Top 20 vertreten: Just Dig auf Platz 12.

## Diskografie
- 2002 – (mit Clickhaze) – EP
- 2003 – Most Beautiful Things
- 2005 – Morning Dew
- 2008 – Haré! Haré!
- 2012 – Con Man
- 2014 – Call for a revolution
- 2020 – Within a Man